# 30483 Harringtonpinto
30483 Harringtonpinto è un asteroide della fascia principale. Scoperto nel 2000, presenta un'orbita caratterizzata da un semiasse maggiore pari a 3,226133 UA e da un'eccentricità di 0,047535, inclinata di 8,379167° rispetto all'eclittica. Ha un diametro di 11,530 km e un periodo di rotazione di 13,894 ore. 